# Балке, Педер
Педер Балке, урожд. Педер Андерсен (нюнорск Peder Balke; 4 ноября 1804, остров Хелгоя на озере Мьёса, фюльке Хедмарк — 5 февраля 1887, Кристиания) — норвежский художник. Был мастером пейзажной живописи, оставив романтические виды норвежской природы.

## Жизнь и творчество
В 1820-х годах жил на ферме Балке в Тотене, фюльке Опланн. Фермеры из Тотена оплачивали образование Педера, после окончания учёбы в знак благодарности он декорировал их фермы после возвращения в Опланн. Осенью 1827 года поступил в Художественную школу (Tegneskole) к художникам Г. А. Грошу и Якобу Мунку. Затем два года работал у датского художника и декоратора Йенса Функа. С осени 1829 по весну 1833 учился в Стокгольмской королевской академии искусств в классе Карла Юхана Фалькранца, в 1843—1844 годах — у художника Юхана Кристиана Даля.
Летом 1830 года совершил большое путешествие по Норвегии, пройдя через Телемарк, Рьюкан, Вестфьорддален, Рондаль и Кинсарвик к Бергену и обратно — к Вальдресу и через горы — к Халлингдалю. В течение всего этого долгого маршрута писал картины, делал эскизы, которые впоследствии превратились в большие полотна. Затем совершил поездки в Германию и Россию, посетил Париж и Лондон. Вернувшись в Стокгольм, дорабатывал картины, сделанные во время поездки по норвежскому северу (по Финнмарку). Часть из них затем купила шведская королевская семья. В 1846 году продал 30 картин из этой серии французскому королю Луи-Филиппу для Версальского дворца. Кроме этого, 17 его работ представлены в Национальной галерее Осло.
В 1858—1876 годах, приобретя права на территорию фермы Недре-Блиндерн на северо-восточной окраине Осло, развернул там строительство жилья для небогатых слоёв населения, в первую очередь для рабочих, создав со временем новый район норвежской столицы — Балкебю. В 1865 здесь проживали 300 человек; в 1878 году, когда Балкебю официально стал частью Осло, — уже 1100 человек. В 1875 в Балкебю была пущена конка (конно-трамвайная линия). Вплоть до 1879 года занимался строительством зданий и административным управлением в этом своём поселении.

## Галерея
- Fra Hammerfest 
(1851)
- Fyr på den norske kyst
  (ca. 1860)
- Gaustatoppen 
(ca. 1858)
- Nordkapp
(ca. 1840)
- Stetind i take 
(1864)
- Tromsø
- Vardøhus festning
 (ca. 1870)
- Nordlys
- Fra Nordland
- Carl Johans Klev (1831)